# Побук
По́бук — село в Україні, у Стрийському районі Львівської області. Населення становить 239 осіб. На окраїнах села знаходиться скеля з однойменною назвою.

## Назва
За легендою, у давнину, частина великого села вирішила від'єднатися і заснувати власне поселення межею якого став бук, тоді і почали казати що «по бук знаходиться межа села».

## Історія
Вперше Побук згадується в акті передачі Яном Амором Тарновським Стрийського староства у «доживоття» власному сину Яну Кшиштофу (1559 р.).

## Населення
Згідно з переписом УРСР 1989 року чисельність наявного населення села становила 284 особи, з яких 129 чоловіків та 155 жінок.
За переписом населення України 2001 року в селі мешкало 236 осіб. 100 % населення вказало своєю рідною мовою українську.

## Інфраструктура
У Побуці є початкова школа, дім культури та магазин. 

## Відомі персоналії
Народились:
- Андрій Стадник (псевдо: «Бистрий», «Чорт») — командир сотні УПА «Бистриця».
- Шукатка Андрій — діяч ОУН, окружний провідник ОУН Дрогобицької та Сумської областей.